# Rudy Cardozo
Ruddy Alejandro Cardozo Fernándes, mais conhecido como Rudy Cardozo(Tarija, 14 de fevereiro de 1990) é um futebolista boliviano que atua como meia-atacante. Defende atualmente o Bolívar.

## Carreira
Rudy Cardozo se profissionalizou no Real Santa Cruz.

## Seleção
Rudy Cardozo integrou a Seleção Boliviana de Futebol na Copa América de 2011.